# Rutnätnattsländor
Rutnätnattsländor (Arctopsychidae) är en liten familj i insektsordningen nattsländor som förekommer i den holarktiska regionen och sydöstra Asien. Familjen innehåller två olika släkten, Arctopsyche och Parapsyche.

## Kännetecken
De fullbildade insekterna är vanligen förhållandevis stora nattsländor, ofta med en gråaktig färgteckning. De saknar punktögon och har femledade maxillarpalper. De två första lederna är mycket korta och den yttersta femte leden är längst. Ett annat kännetecken är att vingribborna på framvingarna framträder tydligt.

## Levnadssätt
Larvutvecklingen sker hos flertalet arter företrädesvis i klara, kalla och rinnande vatten med steniga bottnar. Larverna livnär sig vanligen som filtrerare, genom att spinna fångstnät som de ofta fäster mellan små stenar. Larverna håller sig i närheten av sitt fångstnät, ofta i någon form av spunnet skydd, och små vattenlevande djur och annat som följer med vattnet, till exempel döda insekter och små fragment av växter, hör till det som fastnar i näten och ingår i larvens föda. 